# Torremolinos
Torremolinos település Spanyolországban, Málaga tartományban. Tengerparti üdülőhely. Lakosainak száma 70 933 fő (2024).

## Fekvése
Torremolinos Málaga, Alhaurín de la Torre és Benalmádena községekkel határos.

## Története
Ptolemaiosz feljegyzése szerint a föníciaiak alapították a mai Torremolinos helyén a Saduce nevű kolóniát. A mórok megszállásával malmok épültek, amiről a település a „malmok tornya” jelentésű nevét kapta. A malmokat 1300-től kezdődően, Granada Naszrida uralkodóinak idején kezdték építeni.
A granadai háború után, amivel véget ért a reconquista, a várost gyakran érték észak-afrikai kalóztámadások, ami csak a 18. századtól kezdett elmúlni. A spanyol örökösödési háború alatt a várost George Rooke brit admirális vezetésével az angol–holland flottilla támadta, aminek következtében a település teljesen megsemmisült.
A település a 20. század elejére épült újjá, amikor a halászat és a malomipar is fontossá vált.

### 1920-1950-es évek: Torremolinos, a halászfalu
Az 1920-as években a malomipar hanyatlásnak indult, ekkoriban kezdődött meg a turizmus fejlődése, a brit látogatók számának növekedésével.

### 1950-es évektől: A turisztikai boom
Az első turisztikai létesítmény, amely jelentős számú vendéget vonzott a településre Campo de Golf de Torremolinos, golfpálya volt 1928-ban. Majd követték 1930-ban a Castillo del Inglés, 1933-ban a Parador de Montemar és a Hotel La Roca, ami 1942-ben nyílt meg.
Azonban a városban a turizmus előretörése csak az 1950-es évektől történt meg. A spanyol polgárháború és a második világháború utáni világban csak kevés külföldi jelent meg, akik felfedezték a hely adottságait: a kellemes éghajlat, jó ételek, a tengerpart és a szabadság érzését. Ezek adottságok csábították ide azon amerikai katonákat, akik a hadseregből dezertálva elhagyták Vietnámot. Ezzel egyidőben olyan hírességek töltötték itt a vakációjukat mint Grace Kelly,Rita Hayworth, Anthony Quinn, Ava Gardner, Brigitte Bardot, Salvador Dalí, Sara Montiel, Marlon Brando, Orson Welles vagy Frank Sinatra. Olyan énekesek is szálltak meg a városban koncertjeik mint James Brown, Wilson Pickett és Tom Jones és más énekesek. 1959-ben adták át a Hotel Pez Espada szállodát, amely a város első luxushotelje volt. Olyan uralkodókat látott vendégül, mint Szaúd szaúdi király .Ez a szállodaépület egy olyan turisztikai irányt jelentett, aminek keretében a Karib-térségben és Floridában jellemző resortok jelentek meg. Eddig a kifejezetten kicsi és családi üzemeltetésű szállodák és fogadók voltak jellemzőek a városban.
A következő években sorra nyíltak a szállodák, szórakozóhelyek, mint a Barbarela mulató, az első diszkók, mint El Papagayo, El Piyayo. Mind radikálisan megváltoztatták a város korábbi turizmusát és a filozófiát ahogyan a tengerparthoz álltak. A szexuális forradalom kibontakozott: a strandokon jellemzővé vált a topless, a homoszexualitás elfogadása, az extravagáns megjelenés is. Mindennek köszönhetően Torremolinos lett a térség egyik leghaladóbb, szabadabb része.
Paradoxmódon a város térsége és Malaga városa nagyon provinciális és konzervatív volt még ekkor.
A városba a turisták, hippik mellett a malágai középosztály is járt rendszeresen nyaralni. Ezek mind hozzájárultak ahhoz, hogy az 1960-as évekre Torremolinos ismert üdülőhellyé vált. Ebben az évtizedben indultak el az első charter repülőjáratok külföldre, mint a Stockholm és Málaga között közlekedő charter.
Az 1960-as években a francoista rezsim nemzeti-katolikus szellemiségű hatóságai a külföldi valutára való igény miatt szemet hunytak Torremolinos szabadossá és toleránssá vált negyedei felett, amelynek következtében 1965-re Torremolinos egy alternatív turisztikai úticéllá vált. Az újabb hotelépítések miatt Torremolinos jobban városiasodott. A történelmi negyed mellé lettek építve újabb szállodák, a történelmi részét meg kibővítették, hogy a szállodaépítések miatt érkező munkásokat el tudják szállásolni.
1966-ban megkezdődött annak a tengerparti városrésznek az építése, amelyet ma El Bajondillo néven ismer mindenki. Az egykori gyümölcsösök helyén apartmanokat építettek. A város történelmi főutcáját, a Calle San Miguel-t sétálóutcává alakították át és számos üzlet ekkor nyílt meg, amely a mai napig a történelmi városmag főutcája.
Az évtized a desarrollismo español, a spanyol fejlődés jegyében telt, amely az 1959-es gazdasági terv következménye lett, hogy nagyszabású gazdasági fejlesztéseket valósítottak meg, beleértve a városrendezési tervek, amelyek tömeges migrációkat eredményeztek falvakból a városokba országszerte.
Számos toronyház épült ekkoriban Torremolinoszon is, amely jelentősen megváltoztatta az addigi alacsony, fehérre meszelt házakkal teli városképet.
Torremolinos toleráns légköre miatt, úttörőnek számított a spanyolországi LMBT közösség számára. 1962-ben nyílt meg a Toni's Bar nevű meleg szórakozóhely, ami az ország első ilyen helye volt. Hamarosan újabb bárok nyíltak, mint a Pasaje Begoña nevű helyre koncentrálódtak a város közepén. A város szabados életstílusa nem tetszett a Franco-rendszernek, gyakoriak voltak a razziák és a melegek letartóztatása, hiszen ekkoriban a homoszexualitás még illegális volt Spanyolországban.
Franco halála után, a spanyol demokratikus átemenet évei alatt 1978-ban dekriminalizálták a homoszexualitást Spanyolországban, ami miatt a melegek körében a város az 1980-as évektől ismét népszerűvé vált.
Az 1980-as években Torremolinos már nem volt a hírességek között felkapott hely, a spanyol demokratikus átmenettel szabaddá vált légkörben a movida madrileña mintájára a movida malagueña ellenkulturális mozgalom központjává vált a város: elsősorban az angol turisták miatt az underground központjává vált a hely, a punkok, modok és rockerek mellett. Emellett a város turizmusát meghatározó angolok között jelentős huligán érkezett a nyári hónapokban, akik a város hírnevét rontották: randalíroztak, rongáltak emiatt a rendőrségnek és a helyi lakosoknak komoly fenyegetést jelentettek.  A movida keretében a városnak olyan együttesek hoztak hírnevet, mint a Cámara, Tabletom vagy a Danza Invisible együttesek.
Ma a település a szabados légköréről és pezsgő éjszakai életéről ismert.

## Gazdasága
A város legfőbb gazdasági tevékenysége a turizmus és az ehhez kapcsolódó szolgáltatások. A városban több mint 80 szálloda és hostel található, amikkel összesen 20 ezer szálláshelyi ágykapacitás van. Ezzel a számmal a negyedik legnagyobb szálláshelyi kapacitással rendelkező spanyolországi település, és Andalúzia fő turisztikai úticélpontja. A szállodai kínálatot kiegészítik még a különböző kereskedelmi létesítmények és vendéglátóhelyek. Emellett a városban 1968 óta üzemel a Palacio de Congresos y Exposiciones de la Costa del Sol, kongresszusi és konferencia központ, amin vásárokat is szoktak rendezni.
A Spanyol Statisztikai Hivatal 2015-ös adatai szerint az az évi Costa del Sol régióban megtörtént szállásfoglalások számának a 33%-a Torremolinoszhoz kötődnek. A Costa del Sol üdülőhelyein az utazók száma az alábbi sorrendben alakult: Torremolinos, Marbella, Benalmádena, Fuengirola és Estepona települések.
Torremolinos kiemelten fontos helyszíne az LMBT turizmusnak: a város La Nogalera negyedében koncentrálódnak az LMBT szórakozóhelyek illetve számos melegbarát szálloda, apartman található a városban. 2017-ben, 170 ezer LMBT turista szállt meg a városban és mintegy 90 millió eurót költöttek el a városban. A várost egy cikkben úgy jellemezték, mint a "a tengerparti Chueca" utalva Madrid melegnegyedére a Chuecára. A 2023-as Pride esemény kapcsán 70 ezer látogatója volt a városnak, a szálláshelyek 100%-os foglaltságon üzemeltek és 88 millió eurós bevétele keletkezett a városnak. Ennek nyomán a város pályázott a 2027-es EuroPride helyszíneként.

## Politika
A demokratikus átmenet utáni első önkormányzati választást 1979-ben tartották, de ekkoriban Torremolinos még Malaga egyik kerülete volt, így önálló polgármestere nem volt a településrésznek. 1988-ban vált önállóvá Torremoinos, az első polgármestere Miguel Escalona Quesada szocialista képviselő volt, aki elérte hogy a település függetlenné váljon. 
1995 és 2015 közötti a néppárti Pedro Fernández Montes, majd 2015 és 2021 között a szocialista José Ortiz García volt a polgármester, 2021 óta pedig a néppárti Margarita del Cid Muñoz a polgármester.

## Közlekedés
A várost keresztülszeli az N-340-es főút, az A7-es autópályával párhuzamosan. A málagai Cercanías elővárosi vasúthálózatból a C1-es vonal 5 állomáson áll meg a városban: Los Álamos, La Colina, Torremolinos, Montemar Alto és El Pinillo állomáson. Hétfőtől szombatig 20 percenként, vasárnaponként 40 percenként jár a vonat. Torremolinos számára nélkülözhetetlen a vasút, hiszen a Cercanías a málagai nemzetközi repülőtérrel és Malagával közvetlenül összeköti a várost, Benalmadenával és Fuengirolával együtt, ami miatt nemcsak jelentős turista, de napi ingázó forgalmat is lebonyolít.
A vasút mellett a helyközi autóbusz járatok is fontos szerepet töltenek be. 2017 óta Torremolinos települést is beintegrálták a CTMAM, Malaga nagyvárosi közlekedési vállalat hatáskörébe, amellyel számos helyközi busz szeli át a várost Malagából és összeköttetést nyújt Benalmádena, Fuengirola, Mijas és Marbella településekre.

## Népesség
A település népessége az elmúlt években az alábbi módon változott:
| Lakosok száma | 43 613 | 52 354 | 60 010 | 65 448 | 68 961 | 67 353 | 67 701 | 68 661 | 68 819 | 70 933 |
|               | 2001   | 2004   | 2007   | 2009   | 2012   | 2014   | 2017   | 2019   | 2022   | 2024   |

Torremolinos, Andalúzia régió egyik legmultikulturálisabb települése. A városnak 1757 fő marokkói, 1625 fő olasz, 1300 brit lakosa van, őket követik 1024 fővel a kolumbiai, 985 fővel az ukrán, 894 fővel a kínai, és 705 fővel a holland lakosság.

## Fordítás
Ez a szócikk részben vagy egészben  a   Torremolinos című angol Wikipédia-szócikk fordításán alapul.  Az eredeti cikk szerkesztőit annak laptörténete sorolja fel. Ez a jelzés csupán a megfogalmazás eredetét és a szerzői jogokat jelzi, nem szolgál a cikkben szereplő információk forrásmegjelöléseként.